# 细尾胡𬶋
细尾胡𬶋（学名：Huigobio exilicauda），一种于中华人民共和国广东省连平县东江流域发现的淡水鱼，隶属于鲤科胡鮈属。

## 鉴别特征
细尾胡𬶋尾柄纤细，尾柄高度为标准长（SL）的6.8－7.8%，尾柄长度为标准长（SL）的17.1－19.5%；眼间距比眼径更窄，宽度为头长（HL）的23.0－27.2%。